# Шкорпиловци
Шкорпиловци (болг. Шкорпиловци) — село в Болгарии. Расположен на побережье Чёрного моря. Находится в Варненской области, входит в общину Долни-Чифлик. Население составляет 765 человек.

## Политическая ситуация
В местном кметстве Шкорпиловци, в состав которого входит Шкорпиловци, должность кмета (старосты) исполняет Юлияна  Йорданова Янакиева (Граждане за европейское развитие Болгарии (ГЕРБ)) по результатам выборов правления кметства.
Кмет (мэр) общины Долни-Чифлик — Борислав Николаев Натов (независимый) по результатам выборов в правление общины.